# The Dream Calls for Blood
The Dream Calls for Blood è il settimo album in studio del gruppo musicale thrash metal statunitense Death Angel, pubblicato nel 2013.

## Tracce
1. Left for Dead – 5:31
2. Son of the Morning – 4:02
3. Fallen – 4:41
4. The Dream Calls for Blood – 4:11
5. Succubus – 4:27
6. Execution - Don’t Save Me – 4:39
7. Caster of Shame – 3:37
8. Detonate – 4:42
9. Empty – 4:58
10. Territorial Instinct / Bloodlust – 6:37

Bonus track
1. Heaven and Hell (Black Sabbath cover) – 6:47

## Formazione
Gruppo
- Mark Osegueda - voce
- Rob Cavestany - chitarre, voce
- Ted Aguilar - chitarre
- Damien Sisson - basso
- Will Carroll - batteria

Collaboratori
- Jason Suecof - chitarra (9)